# Публий Корнелий Сулла (консул-десигнат)
Пу́блий Корне́лий Су́лла (лат. Publius Cornelius Sulla; умер в конце 46 года до н. э., Рим, Римская республика) — римский политический деятель и военачальник из патрицианского рода Корнелиев Сулл, консул-десигнат 66 года до н. э. Обвинялся в причастности к заговору Катилины, но был оправдан благодаря защите Квинта Гортензия Гортала и Марка Туллия Цицерона (62 год до н. э.). В гражданских войнах 40-х годов до н. э. поддержал Гая Юлия Цезаря. В битве при Фарсале в 48 году до н. э. командовал правым флангом цезарианцев.

## Происхождение
Публий принадлежал к древнему разветвлённому патрицианскому роду Корнелиев и был родственником возродившего былое величие этой ветви рода Луция Корнелия Суллы, диктатора в 82—79 годах до н. э. О степени его родства с Луцием, как и о других деталях происхождения, надёжных известий нет. Марк Туллий Цицерон говорит о родстве без уточнений. У Саллюстия упоминается Публий Корнелий Сулла, сын Сервия, но предположительно речь идёт о другом человеке. Дион Кассий называет Публия племянником диктатора, но этот писатель мог просто спутать его с сыном Сервия. Немецкий антиковед Вильгельм Друман предположил, что Публий был сыном Публия, младшего брата Луция.
Известно, что у Публия был единоутробный брат Луций Цецилий Руф, народный трибун 63 года до н. э..

## Биография
Сохранилось немного данных о молодых годах Публия Корнелия. Сулла смог обогатиться во время диктатуры своего родственника, скупая за бесценок имущество проскрибированных; при этом он, по словам Цицерона, использовал свою близость к диктатору, чтобы вымолить у него прощение для многих представителей нобилитета и всадничества. В 80 году до н. э. Публий в качестве одного из триумвиров занимался организацией ветеранской колонии в Помпеях в Кампании, и впоследствии он был патроном этого города.
По-видимому, Публий прошёл по традиционному для римского нобиля пути — cursus honorum. Учитывая требования Корнелиева закона, он должен был не позже, чем в 68 году до н. э., занимать должность претора, а в 66 году выдвинул свою кандидатуру в консулы. Сулла победил по итогам голосования вместе с Публием Автронием Петом; но сын его соперника, Луция Манлия Торквата, привлёк его к суду по обвинению в нарушении выборного законодательства (de ambitu). Присяжные вынесли обвинительный приговор, и в результате избрание Суллы было аннулировано, а он сам потерял право впредь баллотироваться на какие-либо должности. Консулами стали Торкват и Луций Аврелий Котта.
После этих событий Сулла был, по словам Цицерона, «сокрушён, угнетён и унижен». Он уехал в Неаполь, где прожил несколько лет, хотя приговор и не предполагал изгнание. Его брат Луций Цецилий Руф в декабре 64 года до н. э., сразу после своего избрания народным трибуном, выдвинул было законопроект, восстанавливавший Суллу в политических правах, но по настоянию Публия вскоре отозвал эту инициативу. В 63 году до н. э. в Риме был раскрыт заговор Катилины, а в 62 году Луций Манлий Торкват-младший снова привлёк Суллу к суду, обвиняя его в причастности к этому заговору, а также к событиям, получившим в историографии название «первый заговор Катилины». Античные авторы утверждают, что в конце 66 года до н. э., после аннулирования результатов консульских выборов, Публий Корнелий, Публий Автроний Пет, Луций Сергий Катилина, а также, по некоторым данным, Марк Лициний Красс и Гай Юлий Цезарь решили захватить власть в Республике, убив при этом новых консулов (Торквата и Котту). Об их планах стало известно, и сенат предоставил консулам охрану, но никто из заговорщиков наказан не был. Многие исследователи считают эту историю всего лишь пропагандистским мифом, разработанным врагами Цезаря.
Защитниками Суллы стали двое лучших ораторов эпохи — Квинт Гортензий Гортал и Марк Туллий Цицерон (известно, что гонорар последнего в два миллиона сестерциев был оформлен в виде займа на покупку дома). Гортал говорил о «первом заговоре» и своей речью, «столь же убедительной, сколь и изысканной», опроверг эту часть обвинения. Цицерон говорил о событиях 63 года до н. э., в которых сыграл решающую роль, и представил своё участие в процессе как неотразимый аргумент в пользу невиновности подсудимого. У обвинителей не было убедительных доказательств; в результате был вынесен оправдательный приговор.
В 57 году до н. э., когда в Риме происходили уличные бои между сторонниками Публия Клодия Пульхра и Тита Анния Милона, Сулла предоставил свой дом клодианцам. В 54 году до н. э. он хотел привлечь Авла Габиния к суду за незаконные методы предвыборной борьбы, но тот был осуждён по другому делу, о вымогательстве.
Когда началась гражданская война между Гнеем Помпеем Великим и Гаем Юлием Цезарем, Сулла поддержал последнего. В 48 году до н. э. при Диррахии он был комендантом лагеря и смог отбить нападение помпеянцев; в решающей битве при Фарсале командовал правым флангом. Летом—осенью 47 года до н. э. Сулла организовывал переброску войск из Италии на Сицилию и в Африку. В армии начались волнения, и солдаты однажды даже прогнали Публия камнями, так что понадобилось вмешательство самого Цезаря.
В 46 году до н. э. Сулла находился в Риме, где за бесценок скупал с торгов имущество, конфискованное у помпеянцев. В конце года он скончался при неясных уже тогда обстоятельствах: по одним данным, от несварения желудка, по другим — от руки разбойников. Цицерон, сообщая эту новость в письме Гаю Кассию Лонгину, констатирует, что народ эта смерть не расстроила, и добавляет: «Торговец съестными Миндий и торговец красками Аттий очень радовались, что потеряли противника» (имеются в виду другие претенденты на конфискат).

## Семья
У Публия Корнелия был сын того же имени. В одном из писем Цицерона упоминается пасынок Суллы Меммий.